# Корнеев, Иван Ильич
Иван Ильич Корне́ев (5 мая 1914 года — 14 июня 1989 года) — советский военнослужащий, участник Великой Отечественной войны, Герой Советского Союза, наводчик орудия 147-го гвардейского артиллерийского полка 15-й гвардейской кавалерийской дивизии 7-го гвардейского кавалерийского корпуса 1-го Белорусского фронта, гвардии сержант.

## Биография
Иван Ильич Корнеев родился 5 мая 1914 года в селе Сенокосное (ныне Осакаровского района Карагандинской области Республики Казахстан). Русский. Окончил семь классов. Член КПСС с 1950 г.
В 1935—1936 годах работал в совхозе «Сакмар» Зианчуринского района Башкирской АССР.
В Советскую Армию призывался дважды: в 1936 году Зианчуринским райвоенкоматом и в июле 1941 года Чуйским райвоенкоматом Джамбульской области (Казахстан).
В 1936—1939 годах проходил службу на Дальнем Востоке и в Монгольской Народной Республике.
В годы Великой Отечественной войны воевал на Сталинградском, Юго-Западном, Степном, Центральном, Белорусском и 1-м Белорусском фронтах.
И. И. Корнеев — участник парада Победы в Москве.
После войны И. И. Корнеев жил в г. Жигулёвске Самарской области, затем переехал в Оренбург.
Умер 14 июня 1989 года. Похоронен на кладбищенском комплексе «Степной-1» города Оренбург.

## Подвиг
«15 января 1945 г. шёл ожесточенный бой по ликвидации фашистской группировки в районе г. Пабьянице (Польша). Гитлеровцы непрерывно атаковывали наши позиции, стремясь вырваться из окружения.
5 танков двигались на позицию, где находилось тщательно замаскированное орудие наводчика гвардии сержанта И. И. Корнеева (147-й гвардейский артиллерийский полк, 15-я гвардейская кавалерийская дивизия, 7-й гвардейский кавалерийский корпус, 1-й Белорусский фронт). Отражая атаку, он уничтожил два танка, а остальные вынудил повернуть обратно. В атаку бросились вражеские автоматчики. И. И. Корнеев ударил по ним шрапнелью. Несмотря на потери, противник продолжал атаку. И. И. Корнеев стал уничтожать фашистов гранатами и из автомата. Так он удерживал позицию, не давая фашистам вырваться из окружения до подхода подкрепления».
Звание Героя Советского Союза Корнееву Ивану Ильичу присвоено 27 февраля 1945 года.

## Награды
- Медаль «Золотая Звезда» (№ 5219) Героя Советского Союза (27.02.1945);
- орден Ленина (27.02.1945);
- орден Красного Знамени;
- два ордена Отечественной войны 1-й степени;
- орден Отечественной войны 2-й степени;
- орден Красной Звезды;
- медали СССР.